# إرمانو باتيستا فيليو
إرمانو باتيستا فيليو (21 ديسمبر 1937 - 10 يوليو 2022) محامي وسياسي برازيلي. عضو في الحزب الليبرالي وفيما بعد الحزب الديمقراطي الاجتماعي البرازيلي، خدم في الجمعية التشريعية لميناس جيرايس من 1991 إلى 2007.
توفي باتيستا فيليو من حادث تصادم مروري في جوفيرنادور فالاداريس في 10 يوليو 2022، عن عمر يناهز 84 عامًا.